# Titularbistum Lamia
Lamia ist ein Titularbistum der römisch-katholischen Kirche. 
Es geht zurück auf einen untergegangenen Bischofssitz in der antiken Stadt Lamia in Thessalien im heutigen Griechenland, das der Kirchenprovinz Larisa zugeordnet war. Lateinische Bischöfe (Cithoniensis) sind zu Beginn des 13. Jahrhunderts und im 14. Jahrhundert belegt.
| Titularbischöfe von Lamia |                                                           |                                                                                                  |                   |                   |
| Nr.                       | Name                                                      | Amt                                                                                              | von               | bis               |
| 1                         | António Augusto de Castro Meireles                        | Koadjutorbischof von Porto (Portugal)                                                            | 20. Juni 1928     | 21. Juni 1929     |
| 2                         | Jean-Joseph-Aimé Moussaron                                | Weihbischof in Auch-Condom-Lectoure-Lombez (Frankreich)                                          | 9. Oktober 1929   | 20. August 1936   |
| 3                         | John Baptist Wang Tseng-yi CM (John Baptist Wang Uamzemi) | Apostolischer Vikar von Anguo (Republik China)                                                   | 1. Juli 1937      | 11. April 1946    |
| 4                         | Jean Duperray                                             | Koadjutorbischof von Montpellier, Lodève, Béziers, Agde und Saint-Pons-de-Thomières (Frankreich) | 20. Dezember 1947 | 24. Februar 1949  |
| 5                         | Henry Byrne SSCME                                         | Prälat von Iba (Philippinen)                                                                     | 20. August 1956   | 15. November 1982 |